# جعفری وحشی جنگلی
جعفری وحشی جنگلی گیاهی علفی و دو ساله یا پایا با عمری کوتاه از تیره چتریان از سرده جعفری وحشی است. گاهی‌اوقات بویژه در انگلستان آن را مادردای می‌نامند نامی که برای سرخه ولیک به کار می‌برند. این گیاه بومی اروپا، آسیای غربی، و آفریقای شمال غربی است، در جنوب محدوده‌اش در حوضه مدیترانه در ارتفاعات بالاتر می‌روید. جعفری وحشی جنگلی به اعضای متنوع دیگر چتریان مثل جعفری، هویج، شوکران و گلپر وابسته است.